# 이병기 생가의 탱자나무
이병기 생가의 탱자나무는 대한민국 전북특별자치도 익산시 여산면, 이병기 선생 생가에 있는 탱자나무이다. 2001년 12월 27일 전라북도의 기념물 제112호로 지정되었다.

## 개요
탱자나무는 중국이 원산이며 우리나라에는 경기도 이남에 주로 분포하고 있다. 호남과 영남지방에서는 대부분 생울타리로 활용되고 있으며, 열매는 약용으로, 유목(幼木)은 귤나무의 대목(代木)으로 사용된다.
이 탱자나무의 수령은 약 200여년으로 추정되며, 총높이는 5.2m이고, 지상 1.6m높이에서 6개의 가지로 나뉘고, 다시 작은 가지가 원추형으로 수관을 형성하고 있는 매우 아름답고 독특한 형태를 나타내고 있다.

## 같이 보기
- 탱자나무
- 이병기 선생 생가 - 전라북도 기념물 제6호

## 참고 자료
- 이병기생가의탱자나무 - 국가유산청 국가유산포털